# Milton Erickson
Milton Hyland Erickson (ur. 5 grudnia 1901 w Aurum, zm. 25 marca 1980 w Phoenix) – amerykański psychiatra i psycholog specjalizujący się w hipnozie klinicznej, pionier terapii rodzin. Był założycielem Amerykańskiego Towarzystwa Hipnozy Klinicznej (American Society for Clinical Hypnosis) oraz członkiem Amerykańskiego Towarzystwa Psychiatrycznego, Amerykańskiego Towarzystwa Psychologicznego i Amerykańskiego Towarzystwa Psychopatologicznego.

## Życiorys
Urodził się w Aurum, w małym górniczym miasteczku w Nevadzie. Dorastał w Lowell, w Wisconsin, dokąd w 1904 roku przeprowadzili się jego rodzice i zamierzał, podobnie jak ojciec, zostać rolnikiem. Rozwijał się znacznie wolniej niż rówieśnicy. Był dyslektykiem, cierpiał na arytmię serca, amuzję oraz na rzadką formę daltonizmu – widział wyłącznie kolor fioletowy. Tam gdzie się urodził nikt nie miał pojęcia o istnieniu większości z tych zaburzeń, tak więc ani on sam, ani jego otoczenie, nie rozumieli istoty jego odmienności. Problemy z dysleksją udało mu się pokonać dzięki serii spontanicznych autohipnotycznych „twórczych momentów”, jak opisał je w artykule Autohypnotic Experiences of Milton H. Erickson. W artykule tym opisuje wiele doświadczeń, dzięki którym rozwinął swoje oryginalne podejście do autohipnozy, transu i psychoterapii.
W 1919 roku, w wieku siedemnastu lat zachorował na polio. W następstwie choroby doznał ostrego paraliżu. Lekarze byli przekonani o nieuchronności jego śmierci. Krytycznej nocy, gdy jego stan był bardzo poważny, przeżył kolejne z doświadczeń, które wpłynęły na jego podejście do nieświadomego umysłu. Erickson często odwoływał się do własnych przeżyć. Wiele z nich identyfikował jako hipnotyczne lub autohipnotyczne i opowiadał o nich przybliżając swoim studentom możliwości nieświadomej części umysłu.

Wiele jego opowiadań terapeutycznych i autobiograficznych historii można znaleźć w książce Sidneya Rosena pt. „Mój głos podąży za Tobą”. W trakcie mozolnego powrotu do zdrowia, ciągle będąc przykutym do łóżka i nie będąc w stanie nawet mówić, Erickson stał się niezwykle wrażliwy na język ciała oraz ton głosu. Z fascynacją i niezwykle cierpliwie studiował komunikację niewerbalną w jej najbardziej subtelnych przejawach. Szybko spostrzegł, że treści wyrażane za jej pomocą często stały w sprzeczności do tych zawartych w wypowiedziach słownych.

Miałem polio, byłem całkowicie sparaliżowany, a stan zapalny był tak rozległy, że powodował także paraliż sensoryczny. Mogłem ruszać oczami. Także mój słuch nie był upośledzony. Leżąc w łóżku czułem się bardzo osamotniony, nie będąc w stanie poruszyć czymkolwiek poza gałkami oczu. Byłem odizolowany na farmie z siedmioma siostrami, bratem, rodzicami oraz pielęgniarką. Co mogło być moją rozrywką? Zacząłem przyglądać się ludziom i otoczeniu. Szybko dowiedziałem się, że moje siostry potrafiły powiedzieć „nie” gdy miały na myśli „tak”. I że potrafiły też powiedzieć „tak” mając na myśli „nie”. Mogły zaoferować drugiej jabłko chowając je jednocześnie za plecami. Tak zacząłem zgłębiać komunikację niewerbalną i język ciała. Miałem malutką siostrę, która zaczęła właśnie uczyć się raczkować. Ja chciałem nauczyć się stać i chodzić. Możecie wyobrazić sobie jak intensywnie obserwowałem moją siostrę wyrastającą z raczkowania i uczącą się stać.

Kiedy był jeszcze całkowicie sparaliżowany, pragnął wyjrzeć przez okno i zauważył, że fotel delikatnie poruszył się. Erickson zaczął przywoływać „cielesne wspomnienia” aktywności mięśniowej własnego organizmu. Koncentrując się na nich zaczął powoli odzyskiwać kontrolę nad częściami ciała, aż do momentu gdy był w stanie mówić i poruszać rękoma. W 1921 roku, po prawie dwunastu miesiącach ćwiczeń, rozpoczął studia medyczne na Uniwersytecie Wisconsin. Mając trudności z poruszaniem się postanowił wzmocnić swoje ciało. 15 czerwca 1922 roku, z prowiantem na dwa tygodnie i zaledwie pięcioma dolarami w kieszeni, podjął samotną podróż kajakiem. W ciągu dziesięciu tygodni przepłynął ponad dwa tysiące kilometrów. Z tej wymagającej wyprawy powrócił znacznie silniejszy.
W trakcie studiów ożenił się z Helen Hutton, z którą miał trójkę dzieci – Alberta, Lance’a i Carol. Małżeństwo zakończyło się, po dziesięciu latach, w 1935 roku. Rok później poślubił Elizabeth (Betty) Moore, z którą miał piątkę dzieci – Betty Alice, Allana, Roberta, Roksanę oraz Krystynę.
Psychiatria zaciekawiła go tak bardzo, że rozpoczął studia także z psychologii. 18 czerwca 1928 roku otrzymał tytuł MA (magistra) w zakresie psychologii oraz tytuł MD (lekarza).
W latach 1930–1949 Erickson podejmował się wielu zadań. W 1930 roku ukazał się jego pierwszy artykuł na temat hipnozy „Possible Detrimental Effects from Experimental Hypnosis”. Pracował jako psychiatra w Worcester State Hospital (Massachusetts). W latach 1934–1948 pełnił funkcję Dyrektora Badań Psychiatrycznych w Wayne County Hospital (Corydon). Przez pięć lat był zastępcą redaktora czasopisma „Diseases of the Nervous System”. W 1949 roku założył prywatną praktykę lekarską w Phoenix (Arizona).
Dużo później, gdy miał 51 lat, rozwinął się u niego zespół post-polio, charakteryzujący się osłabieniem i bólem spowodowanym chronicznym napięciem częściowo sparaliżowanych mięśni. Choroba spowodowała dalsze pogłębienie paraliżu. Wykorzystując poprzednie doświadczenia by odzyskać pełnię kontroli nad ciałem zastosował tę samą strategię. Jednak tym razem musiał poruszać się na wózku. Cierpiał także na przewlekłe bóle, z którymi radził sobie używając autohipnozy.
We wczesnych latach pięćdziesiątych antropolog i cybernetyk Gregory Bateson zaprosił Ericksona w charakterze konsultanta do udziału w szeroko zakrojonych badaniach nad komunikacją. Znali się już wcześniej, po tym jak Bateson i Margaret Mead poprosili go o pomoc w analizie filmów, na których Mead zarejestrowała stany transu mieszkańców Bali. Za pośrednictwem Batesona, Erickson poznał m.in. Jaya Haleya, Richarda Bandlera i Johna Grindera. Kontakt z nim miał duży wpływ na ich pracę, co wielokrotnie podkreślali m.in. w swoich książkach.
W roku 1973 Jay Haley wydał „Niezwykłą terapię”. Była ona pierwszą publikacją, która zwróciła uwagę szerokiego grona odbiorców na postać oraz podejście Ericksona. Szybko stał się znany także poza środowiskiem związanym z kliniczną hipnozą. Ponieważ wielu ludzi chciało go poznać zaczął prowadzić regularne seminaria. Pracę tę kontynuował do końca życia.
Milton H. Erickson zmarł w Phoenix 25 marca 1980 r. Miał 78 lat. Ciało Ericksona poddano kremacji, a jego prochy rozrzucono na górze Squaw Peak. Pozostawił po sobie czterech synów, cztery córki i niezwykłą spuściznę ciągle inspirującą psychoterapeutów, psychiatrów oraz hipnoterapeutów na całym świecie. Obecnie istnieje ponad 100 Instytutów im. Ericksona stowarzyszonych z Milton H. Erickson Foundation w Phoenix. Polski Instytut Ericksonowski znajduje się w tym gronie od 1993 r.

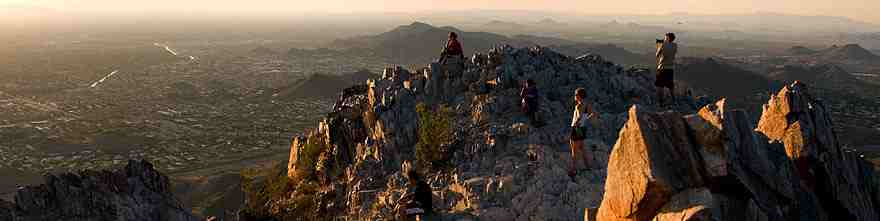
Squaw Peak

## Wkład
W trakcie swojej kariery współpracował m.in. z Margaret Mead, Gregorym Batesonem, Lawrence’em Kubiem, Aldousem Huxleyem, Johnem Weaklandem i Paulem Watzlawickiem. Jego najbardziej znani uczniowie to Jay Haley, Stephen Gilligan, William O'Hanlon, Stephen Lankton, Ernest Ross oraz Jeffrey Zeig.
Wkładem Ericksona w dziedzinie zdrowia psychicznego było m.in. traktowanie nieświadomej części umysłu jako kreatywnej i generującej rozwiązania. Ogromny wpływ jaki wywarł na terapeutów swoich czasów trwa po dziś dzień. Jego dokonania uważa się za ważne dla wyłaniającej się wówczas terapii rodzin oraz wielu szkół terapii systemowej, przede wszystkim terapii strategicznej, którą później rozwinął Jay Haley. Idee Ericksona dały także podwaliny dla podejścia zorientowanego na rozwiązanie de Shazera i Berg oraz Terapii Prowokatywnej Franka Farellego. Richard Bandler i John Grinder, tworząc programowanie neurolingwistyczne (NLP), analizowali m.in. pracę Ericksona.

## Terapia ericksonowska
Jednym z powodów dla których praca Ericksona zyskała tak wielki rozgłos było nowatorskie podejście do psychoterapii, gdzie kluczowe znaczenie ma orientacja w stronę przyszłości i zasobów pacjenta, zaś nieświadomość jest traktowana jako sprzyjająca i współpracująca w zmianie część psychiki.
Erickson używał hipnozy, metafor, opowieści oraz zadań. Swoje metody wywoływania terapeutycznej zmiany w ciągu stosunkowo niewielkiej liczby spotkań określał jako terapię krótkoterminową (brief therapy). Wykazywał się niezwykłą zdolnością „spożytkowywania” w procesie terapii przekonań, historii osobistej, ulubionych zajęć czy przedmiotów, a nawet problematycznych nawyków pacjentów – dosłownie wszystkich aspektów życia osób, które się do niego zwracały o pomoc. Warto podkreślić, że w czasie gdy zaczynał swoją pracę dominowało podejście psychoanalityczne. Pragmatyczna orientacja Ericksona była trudna do przyjęcia. Spotkała się z falą krytyki i niezrozumienia.
Zeig i Munion naszkicowali podejście do terapii Ericksona, za pomocą sześciu praktycznych zasad:
- Nieświadomość jest ważnym narzędziem w kierowaniu procesem terapeutycznym.
- Problem, z jakim zgłaszają się pacjenci, należy postrzegać nie jako patologię, ale jako wynik prób zaadaptowania się do zmieniających się wymogów życia.
- Terapeuta może przyjmować w procesie terapeutycznym rolę aktywną i dyrektywną.
- Trwałe zmiany mogą następować (i często następują) w wyniku doświadczeń zebranych poza gabinetem terapeuty, w czasie pracy poza sesjami.
- W większości wypadków pacjent dysponuje odpowiednimi zasobami, siłą i doświadczeniem, aby rozwiązać swój problem.
- Skuteczna terapia opiera się na spożytkowaniu wszystkich aspektów problemu pacjenta, jego życia, zachowania i/lub funkcjonowania[4].

Obecnie idee te rozpoznać można jako istotne elementy wielu współczesnych terapii. Podobnie też oczywista wydaje się dzisiaj terapia rodzin, której niewątpliwie był jednym z pionierów.

### Rozumienie nieświadomości
Erickson uważał nieświadomość za niewyczerpany rezerwuar wiedzy, mądrości i kreatywności. Odmienny od świadomego umysłu i dysponujący własnymi zamiarami, sposobami uczenia się oraz reagowania. Dla terapeuty jest ona ważnym sojusznikiem, dostarczając informacji i podsuwając skuteczne rozwiązania. Było to więc ujęcie zdecydowanie odmienne od przyjętego przez Freuda.

### Hipnoza
W ujęciu Ericksona „hipnoza jest stanem wyostrzonej uwagi i otwartości oraz podwyższonej zdolności reagowania na pomysły”. Hipnoza to wydobywanie i spożytkowanie nieświadomej wiedzy. Pomagając pacjentowi skontaktować się z nią terapeuta ułatwia zastosowanie jej w konstruktywnym działaniu. Trans hipnotyczny jest naturalnym, codziennym doświadczeniem. W takich momentach wyraźnie uświadamiamy sobie swoje wewnętrzne doznania, a bodźce z zewnątrz zdają się mieć wówczas mniejsze znaczenie. W stanie tym proces uczenia się przebiega optymalnie oraz najłatwiej pojawia się gotowość do zmiany. Pacjenci, wbrew sugestiom niektórych krytyków, nie są wówczas pozbawieni kontroli, ani nie są sterowani wolą terapeuty.
Pomagając pacjentowi wejść w trans, terapeuta absorbuje jego uwagę i uaktywnia w nim wewnętrzny proces poszukiwania. Erickson nie uważał, że hipnoza jest cudowną metodą. Jednak konsekwentnie podkreślał, że wszyscy posiadamy naturalny potencjał, którego na co dzień nie wykorzystujemy. Ponieważ nieświadomy umysł jest ciągle odbiorczy, stan transu nie jest warunkiem skuteczności np. sugestii. Bardziej istotne jest to, czy jej treść ma znaczenie, „rezonuje” na poziomie nieświadomym.

## Wybrane publikacje
- Erickson M.H., Rossi E.L. (1996). Lutowy człowiek. Strategiczna terapia krótkoterminowa, Gdańsk: GWP.
- Erickson M.H., Rossi E., Rossi S.I. (1976) Hypnotic Realities. The Induction of Clinical Hypnosis and Forms of Indirect Suggestion., N.Y., Irvington.
- Erickson M.H., Rossi E. (1979) Hypnotherapy. An Exploratory Casebook, N.Y., Irvington.
- Erickson M.H., Rossi E. (1981) Experiencing Hypnosis: Therapeutic Approaches to Altered States, N.Y, Irvington.
- Erickson M.H., Rossi E., Ryan M.O. Eds. (1985), Life Refraiming in Hypnosis The Lectures, Seminars, and Workshops of Milton H. Erickson. Vol. II., N.Y., Irvington.
- Erickson M.H., Rossi E., Ryan M.O. (1991), Creative Choice in Hypnosis., The Seminars, Workshops, and Lectures of Milton H. Erickson, vol. IV, N.Y., Irvington.
- Rossi E., Erickson M.H. (2014), Hypnotherapy: An Exploratory casebook. Phoenix, The Milton H. Erickson Foundation Press.